# Phytocrene bracteata
Phytocrene bracteata är en tvåhjärtbladig växtart som beskrevs av Nathaniel Wallich. Phytocrene bracteata ingår i släktet Phytocrene och familjen Icacinaceae. Inga underarter finns listade i Catalogue of Life.